# Aristoxenos

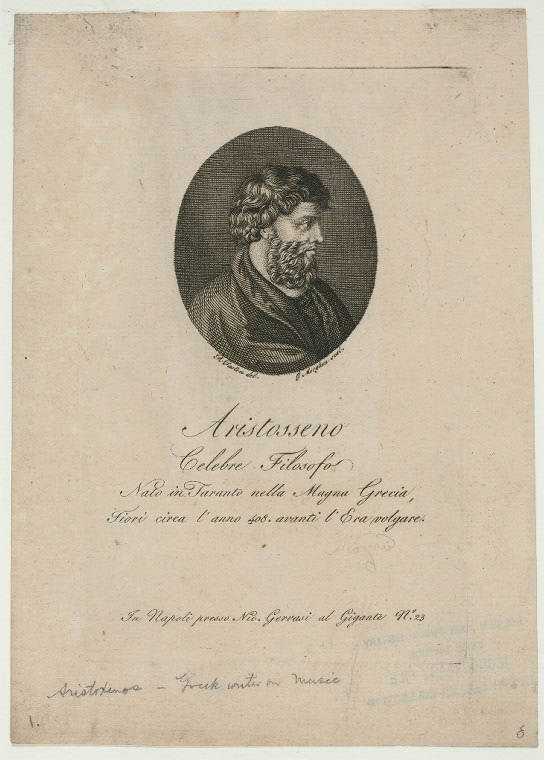
Aristoxenos

Aristoxenos (van Tarente) (Oudgrieks: Ἀριστόξενος) (Tarente, ca. 360 v. Chr. – ca. 300 v. Chr.) was een Griekse filosoof van de Peripatetische School uit de 4e eeuw v.Chr., die tevens de oudste, bij naam bekende, Europese muziektheoreticus is. Hij was een leerling van Aristoteles.

## Biografie
Aristoxenos, geboren in Tarente, was de zoon van Spintharos, die een leerling was van Socrates. Aritoxenos werd aanvankelijk opgeleid door zijn vader, en later door de pythagoreërs Lamprus van Erythrae en Xenophilus, waarbij hij geïntroduceerd werd in de muziektheorie. Ten slotte studeerde hij ook bij Aristoteles in Athene, en was volgens overgeleverde bronnen zwaar teleurgesteld toen bleek dat niet hij, maar Theophrastus gekozen werd als de opvolger van de school van Aristoteles na diens dood.

## Werk en leer
Zijn geschriften, vermoedelijk meer dan honderdvijftig in totaal, werden geschreven in de stijl van Aristoteles, en handelden voornamelijk over filosofie, ethiek en muziek. Slechts weinig van zijn werk is bewaard gebleven. Naast stukken uit twee traktaten over muziektheorie, Harmonische elementen en Ritmische elementen zijn enkel korte fragmenten van zijn ethische geschriften bewaard gebleven. In deze laatste lijkt hij een reconstructie te geven van de vroege pythagoreïsche opvatting van de ethiek.
Zijn enige overgeleverde traktaat waarvan grote delen bewaard zijn gebleven, getiteld Harmonische elementen, handelend over muziektheorie, schreef hij vermoedelijk omstreeks 330 v.Chr. en is ons bekend via het werk van Cleonides (mogelijk uit de 2e eeuw na Chr.). In zijn theorie neemt hij afstand van de strenge pythagoreïsche opvatting van muziek, waarbij gesteund wordt op grote theoretische systemen van verhoudingen tussen getallen. Hier stelt Aristoxenos een grotere rol van het affectieve en het empirische tegenover. Deze empirische neigingen die centraal komen te staan worden door Aristoxenos verklaard aan de hand van een theorie waarbij de ziel met het lichaam verbonden wordt, naar analogie met de harmonie die bestaat tussen de verschillende onderdelen van een muziekinstrument. We beschikken echter niet over informatie over de methode die hij gebruikte om tot deze conclusie te komen.
Aristoxenos verdedigde dat de hoogte van muziektonen bepaald moest worden aan de hand van het gehoor en niet, zoals de pythagoreërs beweerden, aan de hand van mathematische verhoudingen en berekeningen. Volgens Cleonides maakte Aristoxenos onderscheid tussen dertien tonoi (op elke halve toon van het octaaf een), hetgeen in het latere werk van Ptolemeus werd teruggebracht tot zeven. In de middeleeuwse muziek werden de namen van deze toonladders overgenomen, maar dan wel voor andere toonladders gebruikt.
De theorie van Aristoxenos kende veel navolging. Onder andere in het werk van Boëthius uit de vroege 6e eeuw is de invloed van Aristoxenos te merken. De pythagoreïsche opvatting werd echter nooit volledig uitgeschakeld.
De bewaarde fragmenten van Aristoxenos' werk vormen ook een waardevolle bron aan informatie over het leven en de persoonlijkheid van Pythagoras.